# ステフ・クレメント
ステフ・クレメント（Stef Clement、1982年9月24日 - ）は、オランダ、ティルブルフ出身の元自転車競技（ロードレース）選手。

## 経歴

### 2005年
- オリンピアズ・ツアー 総合優勝

### 2006年
- ブイグテレコムと契約を結んでプロに転向。
- オランダ選手権・個人タイムトライアル(ITT) 優勝

### 2007年
- オランダ選手権・ITT 優勝
- ロードレース世界選手権・ITT 3位。

### 2008年
- クロノ・デ・ナシオン 優勝
- 北京オリンピック・個人タイムトライアル 9位

### 2009年
- ラボバンクに移籍。
- オランダ選手権・ITT 優勝
- ドーフィネ・リベレ 区間1勝(第8)

### 2011年
- オランダ選手権・ITT 優勝
- ロードレース世界選手権・ITT 20位

### 2018年
- 年末をもって引退